# Burze prijevoza tereta
Burze prijevoza tereta se koriste za optimizaciju troškova prilikom prijevoza tereta. Troškovi se optimiziraju na način da prijevoznici na burzama traže teret za svoje prijevozne kapacitete pri čemu njihova vozila ne prave "prazan hod" ili da osobe koje traže prijevoz pronađu prijevozno sredstvo kojime će izvršiti prijevoz svoje robe uz minimalne troškove. 
Trenutno burze prijevoza funkcioniraju kao on-line oglasnici koji su dostupni uglavnom na Internetu ili putem posebnog softvera.
Vodeće[nedostaje izvor] burze prijevoza za područje Hrvatske i Europe su:
- TimoCom
- Teleroute  Arhivirana inačica izvorne stranice od 14. listopada 2011. (Wayback Machine)
- CargoCore